# Tommy Limby
Set Tommy Limby (ur. 5 września 1947 w Gåxsjö, zm. 13 stycznia 2008 w Orsie) – szwedzki biegacz narciarski, złoty medalista mistrzostw świata.

## Kariera
Startował w zawodach w latach 70. Igrzyska olimpijskie w Innsbrucku w 1976 były pierwszymi i zarazem ostatnimi w jego karierze. W swoim najlepszym występie, w biegu na 50 km techniką klasyczną, zajął ósme miejsce.
W 1978 wystartował na mistrzostwach świata w Lahti. Osiągnął tam największy sukces w swojej karierze, wspólnie z Christerem Johanssonem, Svenem-Åke Lundbäckiem i Thomasem Magnusonem zdobywając złoty medal w sztafecie 4x10 km. Zajął też między innymi drugie miejsce w Biegu Wazów w 1973 roku, a w 1976 i 1977 roku był trzeci.

## Osiągnięcia

### Igrzyska olimpijskie
| Miejsce | Dzień     | Rok  | Miejscowość | Konkurencja             | Czas biegu   | Strata       | Zwycięzca          |
| ------- | --------- | ---- | ----------- | ----------------------- | ------------ | ------------ | ------------------ |
| 15.     | 5 lutego  | 1976 | Innsbruck   | 30 km stylem klasycznym | 1:30:29.38 h | +4:03.09 min | Siergiej Sawieljew |
| 23.     | 8 lutego  | 1976 | Innsbruck   | 15 km stylem klasycznym | 43:58.47 min | +3:01.59 min | Nikołaj Bażukow    |
| 8.      | 14 lutego | 1976 | Innsbruck   | 50 km stylem klasycznym | 2:37:30.05 h | +5:13.53 min | Ivar Formo         |

### Mistrzostwa świata
| Miejsce | Dzień     | Rok  | Miejscowość | Konkurencja             | Czas biegu   | Strata       | Zwycięzca          |
| ------- | --------- | ---- | ----------- | ----------------------- | ------------ | ------------ | ------------------ |
| 10.     | 19 lutego | 1978 | Lahti       | 30 km stylem klasycznym | 1:32:56.00 h | +3:05.09 min | Siergiej Sawieljew |
| 1.      | 23 lutego | 1978 | Lahti       | Sztafeta 4 × 10 km      | 2:05:17.63 h | -            | -                  |